# Hornostaiivka, Lenine
Hornostaiivka (în ucraineană Горностаївка) este o comună în raionul Lenine, Republica Autonomă Crimeea, Ucraina, formată numai din satul de reședință.

## Demografie
Componența lingvistică a comunei Hornostaiivka
     Rusă (63,02%)
     Ucraineană (17,7%)
     Tătară crimeeană (17,28%)
     Belarusă (1,52%)
     Alte limbi (0,04%)
Conform recensământului din 2001, majoritatea populației comunei Hornostaiivka era vorbitoare de rusă (63,02%), existând în minoritate și vorbitori de ucraineană (17,7%), tătară crimeeană (17,28%) și belarusă (1,52%).